# Strážne
Strážne, ungarisch Örös (bis 1973 slowakisch „Strážné“; ungarisch auch Őrös) ist eine Gemeinde im Osten der Slowakei mit 566 Einwohnern (Stand 31. Dezember 2024), die zum Okres Trebišov, einem Kreis des Košický kraj, gehört. Sie ist Teil der traditionellen Landschaft Zemplín.

## Geographie
Die Gemeinde befindet sich im Südteil des Ostslowakischen Tieflands in der Kleinregion Medzibodrožie (ungarisch Bodrogköz) und direkt an der Staatsgrenze zu Ungarn. Das Ortszentrum liegt auf einer Höhe von 106 m n.m. und ist 12 Kilometer von Kráľovský Chlmec sowie 49 Kilometer von Trebišov entfernt.
Nachbargemeinden sind Malý Horeš im Norden, Veľký Horeš im Nordosten und Osten, Nagyrozvágy (H) im Südosten, Pácin (H) im Süden und Südwesten, Veľký Kamenec im Westen und Somotor im Nordwesten.

## Geschichte

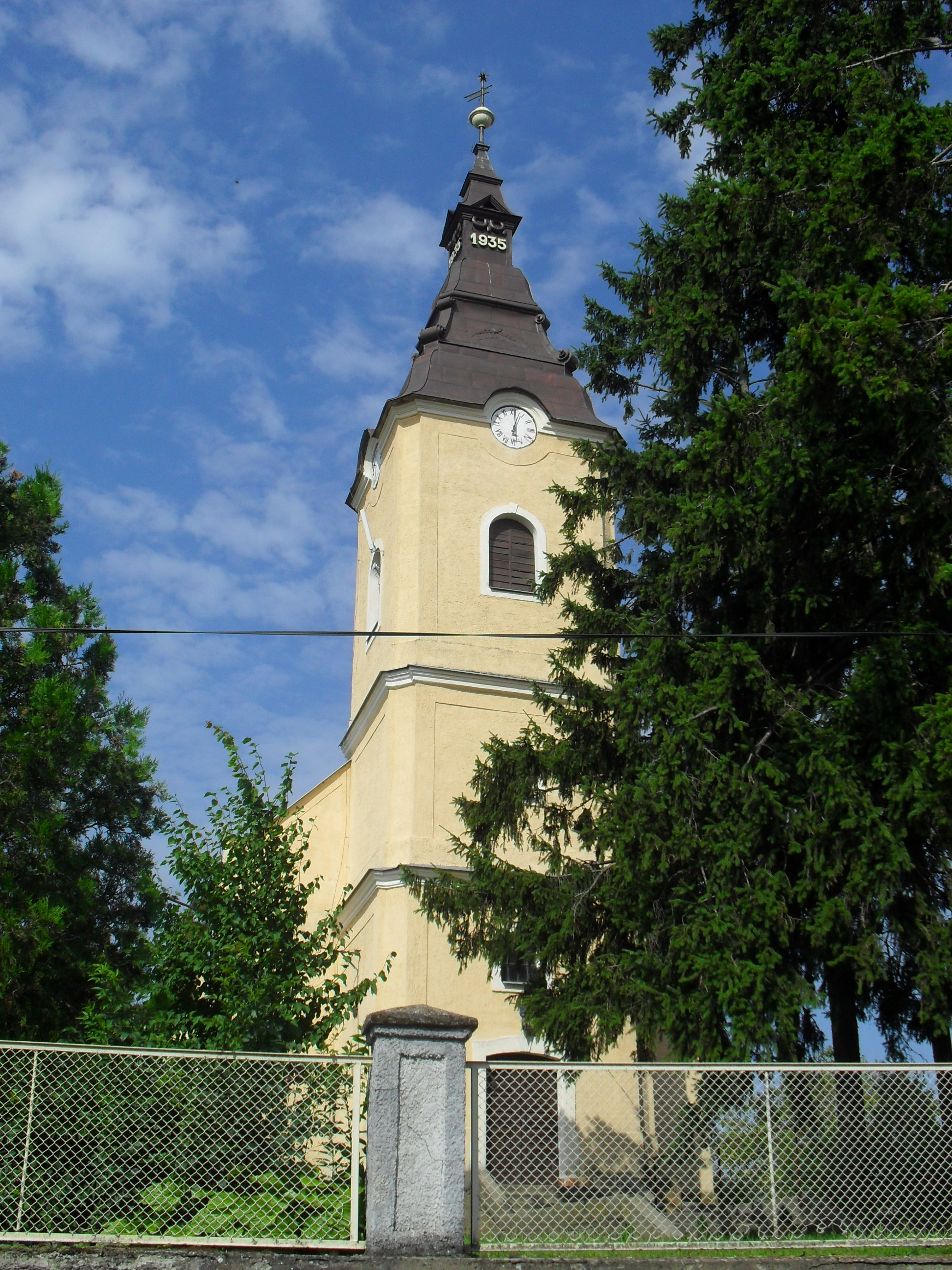
Reformierte Kirche

Strážne wurde zum ersten Mal 1310 als Wrus schriftlich erwähnt und war ursprünglich ein Ort königlicher Grenzwächter. Zur Zeit der Ersterwähnung war das Dorf Besitz des Landadels, im Laufe des Jahrhunderts wechselten sich oft die Gutsherren. 1557 wurden viereinhalb Porta verzeichnet, 1715 waren vier von 21 Haushalten bewohnt. 1787 hatte die Ortschaft 40 Häuser und 255 Einwohner, 1828 zählte man 71 Häuser und 526 Einwohner, die als Landwirte und Schilfer tätig waren.
Bis 1918/1919 gehörte der im Komitat Semplin liegende Ort zum Königreich Ungarn und kam danach zur Tschechoslowakei beziehungsweise heutigen Slowakei. Auch in der Zeit der ersten tschechoslowakischen Republik verblieb die Bevölkerung bei traditionellen Einnahmequellen. Auf Grund des Ersten Wiener Schiedsspruchs war der Ort von 1938 bis 1944 noch einmal Teil Ungarns.

## Bevölkerung
| Jahr                | 1994 | 2004    | 2014    | 2024    |
| ------------------- | ---- | ------- | ------- | ------- |
| Anzahl der Personen | 716  | 686     | 625     | 566     |
| Unterschied         |      | −4,18 % | −8,89 % | −9,44 % |

| Jahr                | 2023 | 2024    |
| ------------------- | ---- | ------- |
| Anzahl der Personen | 585  | 566     |
| Unterschied         |      | −3,24 % |

Nach der Volkszählung 2011 wohnten in Strážne 651 Einwohner, davon 596 Magyaren, 51 Slowaken sowie jeweils ein Rom, Russine und Ukrainer. Drei Einwohner machten keine Angabe zur Ethnie.
436 Einwohner bekannten sich zur reformierten Kirche, 160 Einwohner zur römisch-katholischen Kirche, 28 Einwohner zur griechisch-katholischen Kirche, 13 Einwohner zu den Zeugen Jehovas, drei Einwohner zur orthodoxen Kirche und ein Einwohner zur Evangelischen Kirche A. B. Neun Einwohner waren konfessionslos und bei drei Einwohnern wurde die Konfession nicht ermittelt.

## Bauwerke und Denkmäler
- reformierte (calvinistische) Kirche im klassizistischen Stil aus dem Jahr 1803[6]

## Verkehr
Nach Strážne führt die Cesta III. triedy 3690 („Straße 3. Ordnung“) von Veľký Kamenec nach Kráľovský Chlmec. Der nächste Bahnanschluss ist in Veľký Horeš an der Bahnstrecke Čierna nad Tisou–Košice.